# Bokod (Komárom-Esztergom)
Bokod es un pueblo ubicado en el distrito de Oroszlány, en el condado de Komárom-Esztergom, Hungría.

## Superficie
Posee una superficie de 29,93 kilómetros cuadrados.

## Demografía
Hasta 2019 la población era de 2062 habitantes, con una densidad de población de 68,89 habitantes por kilómetro cuadrado.